# ناحیه ولس لند
ناحیه ولس لند (به آلمانی: Wels-Land District) یک ناحیه در اتریش است که در اوبراسترایش واقع شده‌است. ناحیه ولس لند ۶۳٬۰۰۴ نفر جمعیت دارد.